# Thyrocarpus
Thyrocarpus är ett släkte av strävbladiga växter. Thyrocarpus ingår i familjen strävbladiga växter.
Kladogram enligt Catalogue of Life:
| Thyrocarpus | \| \| Thyrocarpus glochidiatus \| \| \| \| \| \| Thyrocarpus sampsonii \| \| \| \| |
|             | \| \| Thyrocarpus glochidiatus \| \| \| \| \| \| Thyrocarpus sampsonii \| \| \| \| |
|             | Thyrocarpus glochidiatus                                                           |
|             |                                                                                    |
|             | Thyrocarpus sampsonii                                                              |
|             |                                                                                    |